# Север
Се́вер — сторона света, соответствующая направлению на Северный полюс. Противоположна югу и перпендикулярна востоку и западу.
От направления на север отсчитываются углы азимута.
На местности север находится слева от человека, стоящего лицом к восходящему солнцу. На современных географических картах северная сторона чаще всего находится сверху (хотя известны и перевёрнутые карты).
Русское обозначение севера — С, международное — N (от англ. north).

## Этимология
В русском языке слово «север» (рус. дореф. сѣверъ) произошло от праславянского «*sěverъ», оно в свою очередь восходит к индоевропейской основе «k'euero». В большинстве других славянских языков сохраняются производные того же праславянского слова: болг. се́вер, серб. сjе̏ве̑р / sjȅvēr, чеш. sever и др. В некоторых оно было вытеснено словами, буквально обозначающими полночь: пол. północ, укр. північ.
Английское слово «north» родственно с нидерландским словом «noord», немецким «nord» и древнескандинавским «northr». В древнеанглийском языке слово север писалось как «norð» и происходило от прагерманского слова «*nurtha-», которое вероятно, является праиндоевропейским словом. Возможно, оно восходит к индоевропейской основе «*ner-», которая означает «слева» или «ниже», так как север находится слева, если смотреть на восходящее солнце. Подобным образом названия других сторон света в английском языке также связаны с местоположением солнца.

## Значение в различных культурах

### У инков
Пространственно север у инков находился внизу, а юг — вверху (согласно «Сообщению кипукамайоков», первой индейской хронике Перу, 1542 год).

### У мьянманцев
В бирманском языке слово «север» (мьяу) является омонимом слова «обезьяна».

### У древних евреев
Интересно, что в древнееврейском языке омоним русского слова «север» — שבר [север] означает «надежда, упование» (№ 07664 — по нумерации Стронга).